# Dunblane Museum

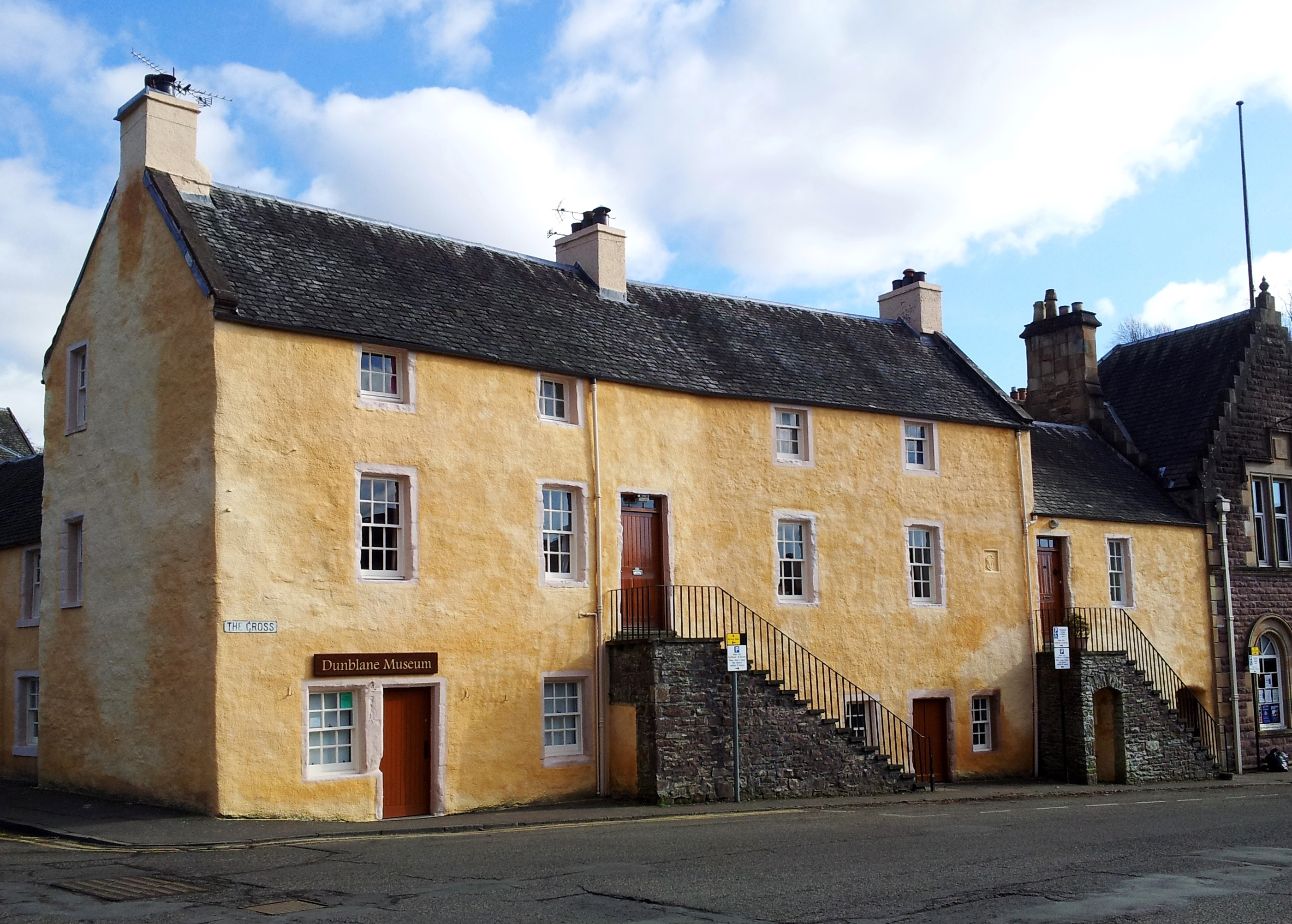
Dunblane Museum

Das Dunblane Museum ist ein Museum in der schottischen Kleinstadt Dunblane in der Council Area Stirling. 1971 wurde das Bauwerk in die schottischen Denkmallisten in der höchsten Denkmalkategorie A aufgenommen.

## Geschichte
Das Gebäude wurde im Jahre 1624 als Wohngebäude James Pearsons, dem Diakon der Dunblane Cathedral, erbaut. Im Jahre 1765 wurde das Gebäude überarbeitet und erweitert. Seitdem ist es weitgehend unverändert geblieben. Ursprünglich handelte es sich um zwei Einzelgebäude, die zu einem unbekannten Zeitpunkt vereint wurden. Neben dem Museum befinden sich weiterhin Wohnungen in dem Gebäude.

## Sammlung
Im Dunblane Museum sind zeitgeschichtliche Exponate der Stadt Dunblane ausgestellt. Der Fokus liegt auf der Geschichte der Dunblane Cathedral. Es sind des Weiteren genealogische und städtische Dokumente archiviert. Außerdem befindet sich ein historischer Buchbestand in Museumsbesitz, der nicht entleihbar ist.

## Beschreibung
Das Dunblane Museum befindet sich im historischen Zentrum Dunblanes unweit der Dunblane Cathedral und der Leighton Library. Ursprünglich durchgehend zweistöckig, wurde der größere Nordteil zwischenzeitlich aufgestockt. Die Fassaden sind mit Harl verputzt, wobei Sandsteindetails abgesetzt sind. Das heutige Museumsportal an der westexponierten Hauptfassade ist gefast eingefasst. Eine Vortreppe entlang der Fassade führt zu einer weiteren Türe mit schlichtem Kämpferfenster im ersten Obergeschoss. Eine weitere ähnlich gestaltete Türe befindet sich am niedrigeren rechten Gebäudeteil. Eine dort eingelassene Wappenplatte zeigt ein von zwei Schwertern durchbohrtes Herz und die Initialen „JP“. Entlang der Fassaden sind längliche Sprossenfenster unterschiedlicher Größe eingelassen. Das abschließende Satteldach ist mit grauem Schiefer eingedeckt.